# کودوتل
کودوتل (به لاتین: Kudutl) یک منطقهٔ مسکونی در روسیه است که در داغستان واقع شده‌است.